# Imre István (bábfilmrendező)
Imre István (Budapest, 1928. december 12. – Érd, 2007. július 11.) magyar bábfilmrendező.

## Életútja
Gyerekkorában a cserkészeknél kezdett el bábjátszással foglalkozni. Írt és meg is rendezett egy bábjátékot Kőrösi Csoma Sándor életrajza alapján.
Három évig jogot hallgatott, közben már készített amatőr bábfilmeket. A jogot kénytelen volt abbahagyni.
1951-ben a Híradó- és Dokumentumfilm Stúdió díszlettervezője lett. 1951-56 között reklámfilmeket készített. Önálló rendezőként 1956-ban mutatkozott be. Több mint 100 animációs film elkészítésében közreműködött.
Egy bábfilm-forgatókönyvét felkarolta ugyan Valker István, a Híradó- és Dokumentumfilm Stúdió trükkfilmese, de nem jutott túl az erkölcsi támogatáson. Így a bábfilmezést Olcsai-Kiss Zoltán szobrászművésszel kezdte el (Megy a juhász szamáron). A következő munkát, amiben részt vett, Basilides Ábris rendezte. Ez az agitprop film (Kacsa) az „Amerika Hangját” gúnyolta, és szintén gyatra volt.
Ezeken a kezdetleges próbálkozásokon keresztül azonban lassan elsajátította (inkább rájött) az animációs bábfilmezés mikéntjére.
Az 1950-es évek első felében, az akkor létrejött szinkronfilmgyárba tették át az animációs filmeseket, így Imre István is odakerült. Eleinte csak reklámfilmeket lehetett csinálni, majd 1955-ben elkészíthette első önálló filmjét, a Mihaszna köcsögöt (forgatókönyv: Mészöly Miklós).
Imre Istvánt a magyarországi bábfilmgyártás atyjának tartom.

## Filmjei

### Kisfilmek
- Mese a mihaszna köcsögről
- Balkéz Tóbiás (1952)
- A didergő király (1957)
- Vetélytársak (1958)
- Szt. Galleni kaland (1961)
- Bábok és babák (1962)
- Sosemvolt király bánata (1962)
- Százarcú Bill (1973)
- Stux

### Televíziós sorozatok
- Casanova kontra Kékszakáll (1971)
- Mekk Elek, az ezermester (1973)
- STOP! Közlekedj okosan! (1974–1976)
- STOP! Közlekedj felnőtt módra! (1978–1982)

## Díjak, elismerések
- SZOT-díj (1983)